# Gora Pobeda
De Gora Pobeda (Nederlands: Overwinningsberg) is met 3147 meter de hoogste berg van het Tsjerskigebergte in Rusland. Hij ligt op ongeveer 180 kilometer ten noordoosten van de plaats Oest-Nera en op ruim 140 kilometer ten zuiden van de Noordpoolcirkel. De berg werd voor het eerst beklommen in 1966 via de noordwestelijke flank door een groep van bergbeklimmers uit Jakoetsk. 